# Louis Alexandre de Bourbon (1747–1768)
Louis Alexandre de Bourbon (teljes nevén Louis Alexandre Joseph Stanislas; Párizs, Francia Királyság, 1747. szeptember 6. – Louveciennes, Francia Királyság, 1768. május 6.), születésétől ismert még mint Lamballe hercege (franciául: Prince de Lamballe), Louis Jean Marie, Penthièvre hercegének fia és örököse, ám még apja életében elhunyt. Felesége, Savoyai Mária Lujza a versailles-i udvar és Marie Antoinette francia királyné ismert barátnéja volt.

## Élete

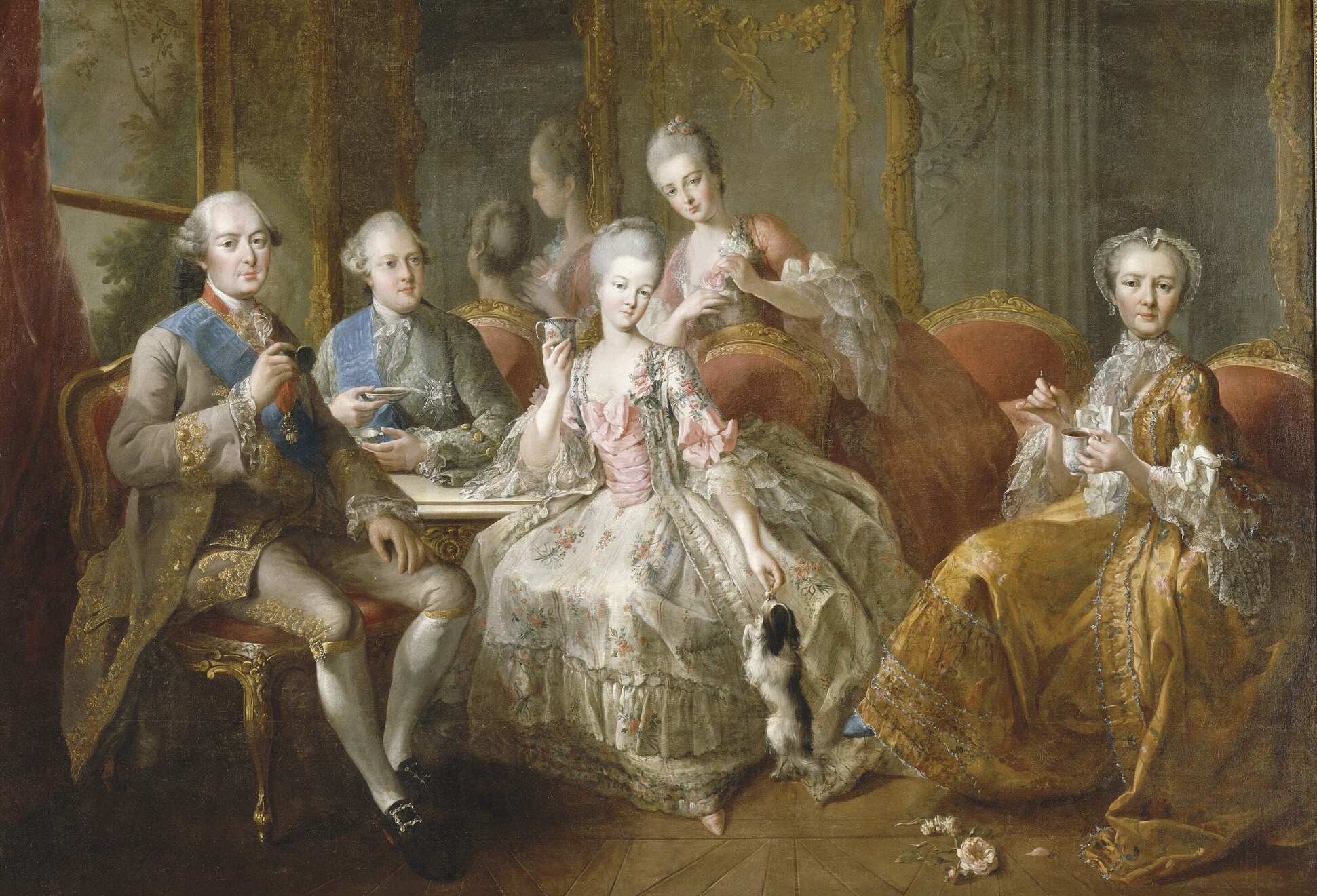
Penthièvre herceg családja körében 1768-ban csokoládéfogyasztás közben. Balról-jobbra: Penthièvre hercege, mellette hátul fia, Lamballe herceg, elől középen annak felesége, Mária Lujza, mögötte leánya, Mademoiselle de Penthièvre, és édesanyja, Marie Victoire de Noailles (Idősebb Jean-Baptiste Charpentier, Versailles)

### Származása
Louis Alexandre (magyarosan Lajos Sándor), 1747. szeptember 6-án született a Toulouse-i palotában, családjának, a Bourbon-háznak párizsi rezidenciáján. Apja Louis Jean Marie, Penthièvre hercege, aki Louis Alexandre, Toulouse grófjának, XIV. Lajos francia király és szeretőjének, Madame de Montespan márkinének az egyetlen törvényesített fia volt. Édesanyja III. Francesco modenai herceg leánya, Maria Teresa Felicita d’Este volt. Anyai ágról szintén XIV. Lajos és Montespan márkiné leszármazottja, valamint az Orléáns-i házzal is kapcsolatban állt. Születésétől fogva a Lamballe hercege néven volt ismeretes, mint szülei egyetlen felnőttkort megért fia. Hat testvére közül egyedül Louise Marie Adélaïde, Mademoiselle de Penthièvre maradt életben, ő II. Lajos Fülöp orléans-i herceg felesége lett.
Édesanyját hétéves korában vesztette el, aki születendő gyermekével együtt belehalt a szülésbe 1754. április 30-án. Miután 1749-ben egyetlen bátyja, Louis Marie, Rambouillet hercege elhunyt még hároméves korában, Louis Alexandre lett a családi vagyon örököse. Apja volt a korabeli Franciaország leggazdagabb embere. A Penthièvre-vagyon nagy részét még XIV. Lajos király csikarta ki gyermektelen unokatestvérétől, Montpensier hercegnőjétől.

### Házassága

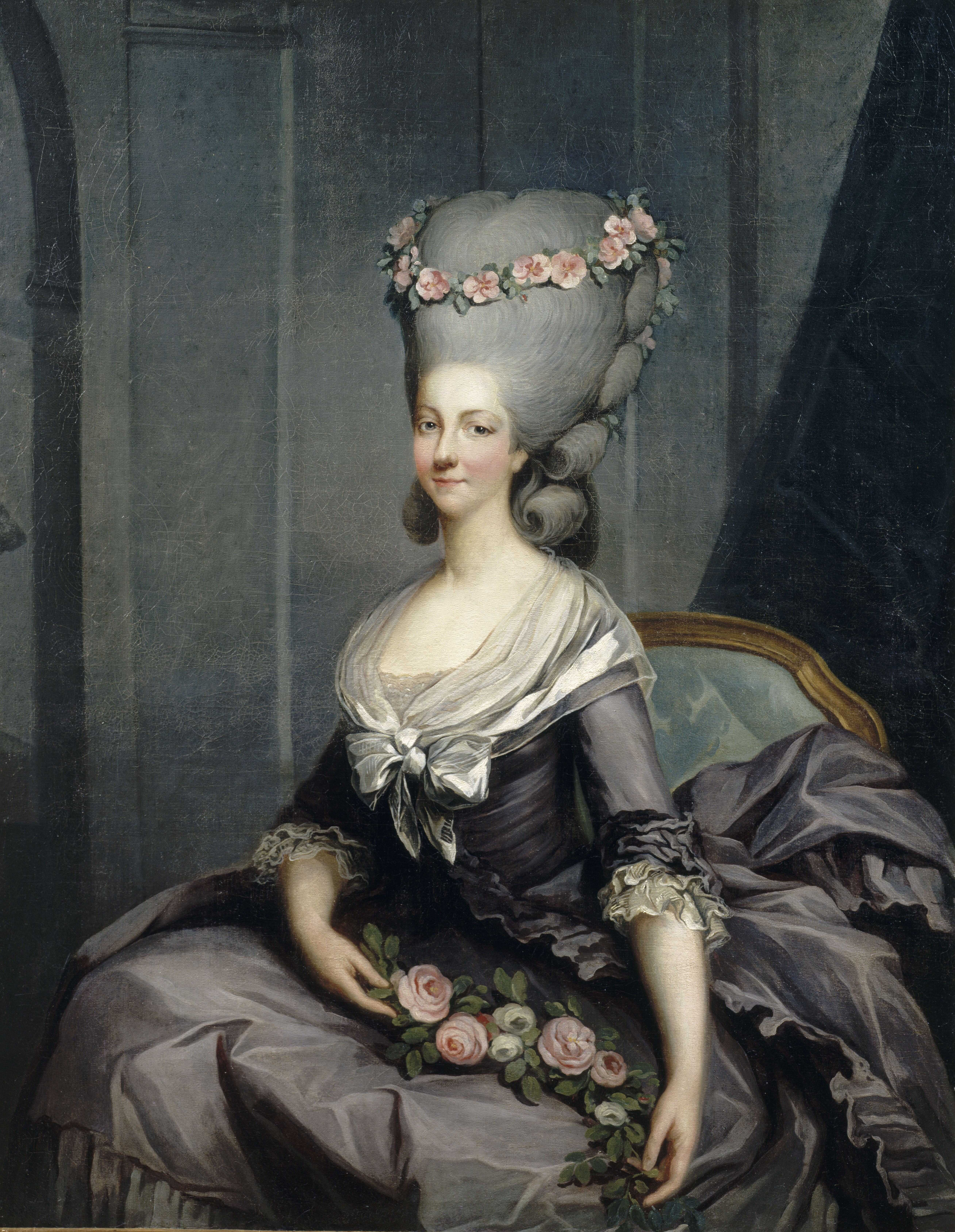
Felesége, Savoyai Mária Lujza portréja 1776 körül (Antoine Callet, Versaille)

Louis Alexandre felesége apja kiszemeltje, az olasz királyi Savoyai-ház fiatalabb, carignanói ágából származó Mária Lujza Terézia, Mademoiselle de Carignan lett. A hercegnő jámborságáról volt közismert, apja nem titkon azért választotta fia mellé, mert bízott abban, hogy egy ilyen házastárs segít majd fiának, hogy felhagyjon szabados életmódjával. Az esküvőre képviselők útján 1767. január 17-én került sor Torinóban, majd személyesen Nangis városában január 31-én. A házasságkötést egyhetes fényűző ünnepség előzte meg. Az esküvő előtt Louis Alexandre annyira várta, hogy láthassa újdonsült hitvesét, hogy titokban szolgának öltözve felkereste őt, átadva neki egy virágcsokrot gazdája nevében. Mária Lujza az esküvőn megdöbbenve látta, hogy az őt meglátogató szolga, valójában jövendőbeli férje volt.
Három hónappal házasságkötésüket követően azonban Louis Alexandre visszatért korábbi szabados életmódjához. Öt hónappal az esküvő után szeretőt vett maga mellé, egy balett-táncosnő, bizonyos Mademoiselle de La Chassaigne személyében. Hatalmas adósságokat halmozott fel, még felesége ékszereit is el kényszerült adni, hogy visszafizesse tartozásait. Tizenhat hónap házasságot követően Louis Alexandre szexuális úton terjedő betegség következtében, 1768. május 6-án, húszévesen elhunyt. Akarata szerint Rambouillet-ben, a családi kriptában helyezték el.

### Családjának későbbi sorsa
Mivel gyermektelenül hunyt el, a családi vagyont húga, Mademoiselle de Penthièvre és annak jövendőbeli férje, Orléans hercege örökölte. Az ő fiuk volt a későbbi „polgárkirály”, I. Lajos Fülöp. Felesége, Savoyai Mária Lujza szintén tehetős vagyonra tett szert és befolyásos özvegyasszony lett. A hercegné később a versailles-i kastélyba került, ahol a királyné, Marie Antoinette főudvarhölgye, egyben bizalmas barátnéja lett. Mária Lujza sosem ment újból férjhez, 1792-ben a francia forradalom során vesztette életét, amikor is tárgyalását követően a feldühödött utcai nép meglincselte.

## Forrás
- Louis Alexandre de Bourbon, Prince of Lamballe (angolul)